# Santo Domingo (canton de Santo Domingo de los Tsáchilas)
Pour les articles homonymes, voir Santo Domingo.
Santo Domingo est un canton d'Équateur situé dans la province de Santo Domingo de los Tsáchilas.